# Cherubínská píseň

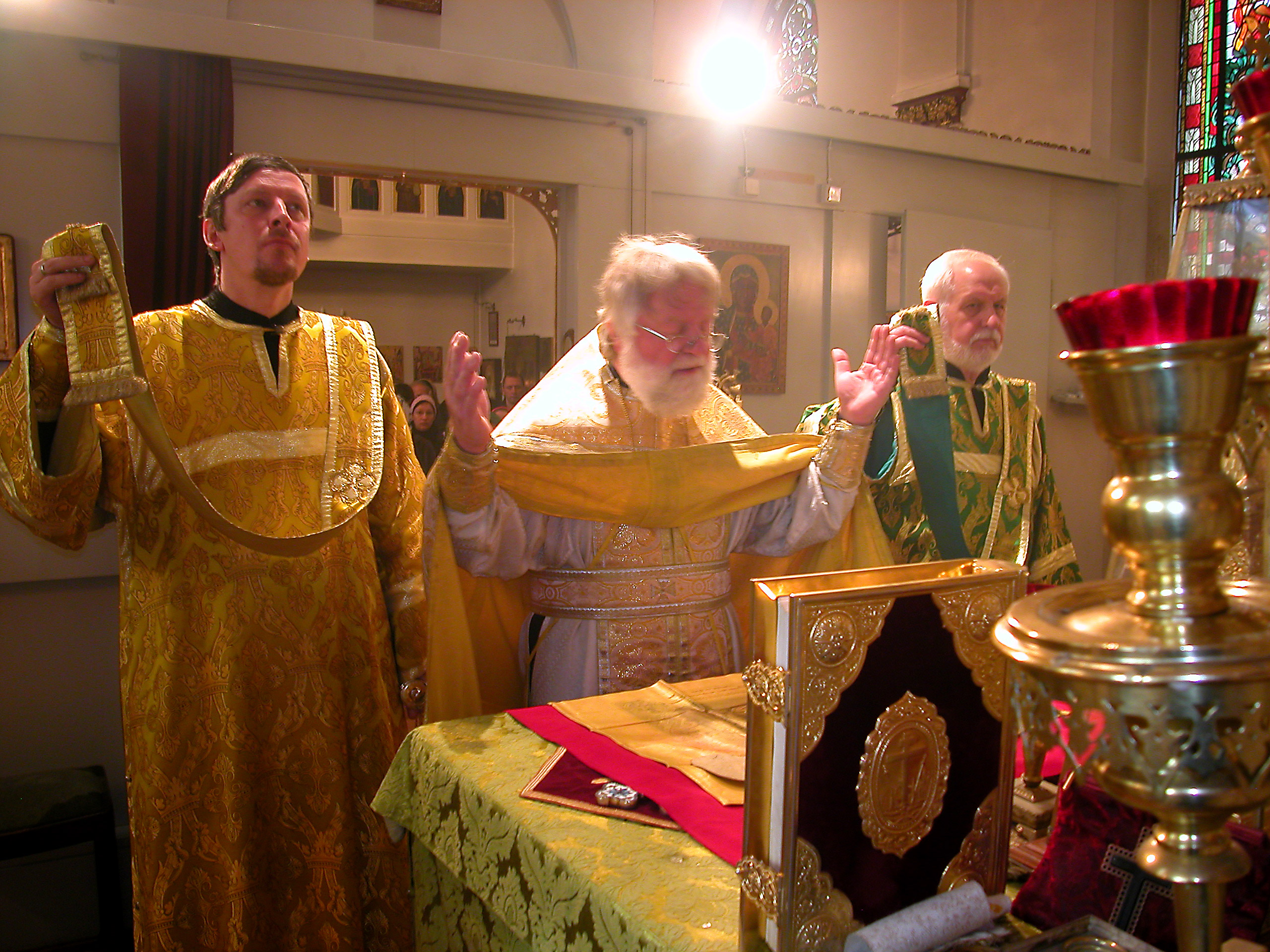
Pravislavný kněz s jáhny zpívá Cherubikon během Velkého vstupu Božské liturgie

Cherubikon čili Cherubínská píseň (rusky Херуви́мская песнь, řecky Χερουβικός Ὕμνος, nebo podle prvního verše také — Иже херувимы) — modlitba zpívaná při pravoslavné liturgii a slouží jako příprava věřících k Velkému vstupu, jenž tuto modlitbu rozděluje na dvě části.
Český překlad názvu díla „Cherubínská píseň" je univerzální, a proto duchovně, emocionálně a významově omezený. Vezme-li se v úvahu morální charakter díla a autorův hudební záměr, bylo by vhodnější dílo pojmenovat jako „Zpěv cherubínů". Čajkovskij dává jasně najevo, že zde není autorem, ale prostředníkem a vyzývá posluchače k přímému napojení na zdroj jeho inspirace, to znamená k duchovní koncentraci směrem dovnitř a nahoru. Slovo „píseň" má uzavřený, nehybný charakter, je to definice stavu. Slovo „zpěv" je aktivní právě nyní, je to aktivita sama. A to je pravé poselství tohoto díla: „Buď přítomen, buď s Bohem a buď laskavý".

## Text
- První část:

Иже Херувимы тайно образующе и Животворящей Троице Трисвятую песнь припевающе, всякое ныне житейское отложим попечение
(Překlad: My, tajemně zobrazujíce Cherubíny a Životodárné Trojici trojsvatou píseň pějíce, nyní zanecháme veškeré světské činnosti…)
- Druhá část:

Яко да Царя всех подымем, ангельскими невидимо дориносима чинми. Аллилуиа, аллилуиа, аллилуиа.
(Překlad: …abychom přijali Krále všech [разумных существ], neviditelně doprovázeného, jako osobními strážci, šiky Andělů. Aleluja, Aleluja, Aleluja)
Cherubikon se zpívá při liturgii Jana Zlatoústého a  Vasilije Velikého (s výjimkou dnů Velkého čtvrtku a Velké soboty). Na Velký čtvrtek a Velkou sobotu, а taktéž při Liturgii předem posvěcených darů existuje totožná funkce, pouze s jinými nápěvy.